# (7068) Minowa
(7068) Minowa (1994 WD1) – planetoida z pasa głównego asteroid okrążająca Słońce w ciągu 3,31 lat w średniej odległości 2,22 j.a. Odkryta 26 listopada 1994 roku.